# Scrophularia auriculata
Scrophularia auriculata é uma espécie de planta com flor pertencente à família Scrophulariaceae. 
A autoridade científica da espécie é L., tendo sido publicada em Species Plantarum 2: 620. 1753.
Os seus nomes comuns são erva-das-escaldadelas, escrofulária ou escrofulária-nodosa.

## Portugal
Trata-se de uma espécie presente no território português, nomeadamente os seguintes táxones infraespecíficos:
- Scrophularia auriculata subsp. auriculata - presente em Portugal Continental e no Arquipélago dos Açores. Em termos de naturalidade é nativa das duas regiões atrás referidas. Não se encontra protegida por legislação portuguesa ou da Comunidade Europeia.